# Maria Cristina Heller
Maria Cristina Heller (Trieste, 31 luglio 1969) è un'attrice, conduttrice televisiva e conduttrice radiofonica italiana.

## Biografia
Nata a Trieste, ha condotto alcuni programmi di RadioRai, per poi prendere parte a film (venendo diretta tra gli altri da Dario Argento, Pupi Avati, Claudio Risi) e a produzioni televisive Rai e Mediaset (diventando un volto familiare soprattutto per il ruolo di Valeria Perini nella sit-com Casa Vianello).
Dal 2003 vive negli Stati Uniti, dove è apparsa in film e importanti serie TV come Law & Order. Maria Cristina Heller inoltre è da anni il volto femminile principale di TeleItalia, l'unica emittente tv della contea di Los Angeles rivolta agli italo-americani, per la quale conduce programmi in lingua italiana e inglese. Parla anche spagnolo, francese e serbo-croato.

## Vita privata
Risiede a Santa Monica; è sposata e ha una figlia. 

## Filmografia parziale

### Cinema
- Briganti - Amore e libertà, regia di Marco Modugno (1993)
- Ma quando arrivano le ragazze?, regia di Pupi Avati (2005)
- Una sconfinata giovinezza, regia di Pupi Avati (2010)
- Dracula 3D, regia di Dario Argento (2012)
- All’ultima spiaggia, regia di Gianluca Ansanelli (2012)
- Governance - Il prezzo del potere, regia di Michael Zampino - film Prime Video (2021)

### Televisione
- Casa Vianello
- Cascina Vianello
- Law & Order